# Nowina (Lubasz)
Nowina [nɔˈvina] (deutsch ebenso Nowina) ist ein Dorf in der Gmina Lubasz, in der polnischen Woiwodschaft Großpolen. Es liegt 5 km südlich von Czarnków (Czarnikau) und 59 km nordwestlich von Poznań (Posen).